# Kilkee
Kilkee (Iers: Cill Chaoi, wat zoveel betekent als Kerk van St. Caoi) is een kleine kustplaats in County Clare, Ierland. De plaats ligt aan de N67.
De plaats is een van de bekendste badplaatsen in Ierland. Het is met name populair bij mensen uit Limerick. Het is al een badplaats sinds het begin van de 19e eeuw toen het op de voorpagina stond van de Illustrated London News als de belangrijkste badplaats in het toenmalige Verenigd Koninkrijk van Groot-Brittannië en Ierland.
Kilkee heeft steeds nog iets van de victoriaanse sfeer behouden, ondanks de vele moderne gebouwen en voorzieningen.
De hoefijzervormige baai wordt afgeschermd van de Atlantische Oceaan door het Duggerna rif. Met het brede zandstrand is het ideaal voor gezinnen. De badgasten werden gevolgd door B&B's, hotels en duikscholen, met als gevolg dat de toeristensector nu de belangrijkste bron van inkomsten is. Ook zijn de wandelsroutes over de klippen ten noorden en zuiden van Kilkee erg bekend en geliefd.
In 2006 is aan de westzijde van de baai een beeld van de acteur en sportman Richard Harris onthuld door de acteur Russell Crowe.
Kilkee was ooit een van de twee eindpunten van de West Clare Railway van Ennis (Kilrush was het andere).

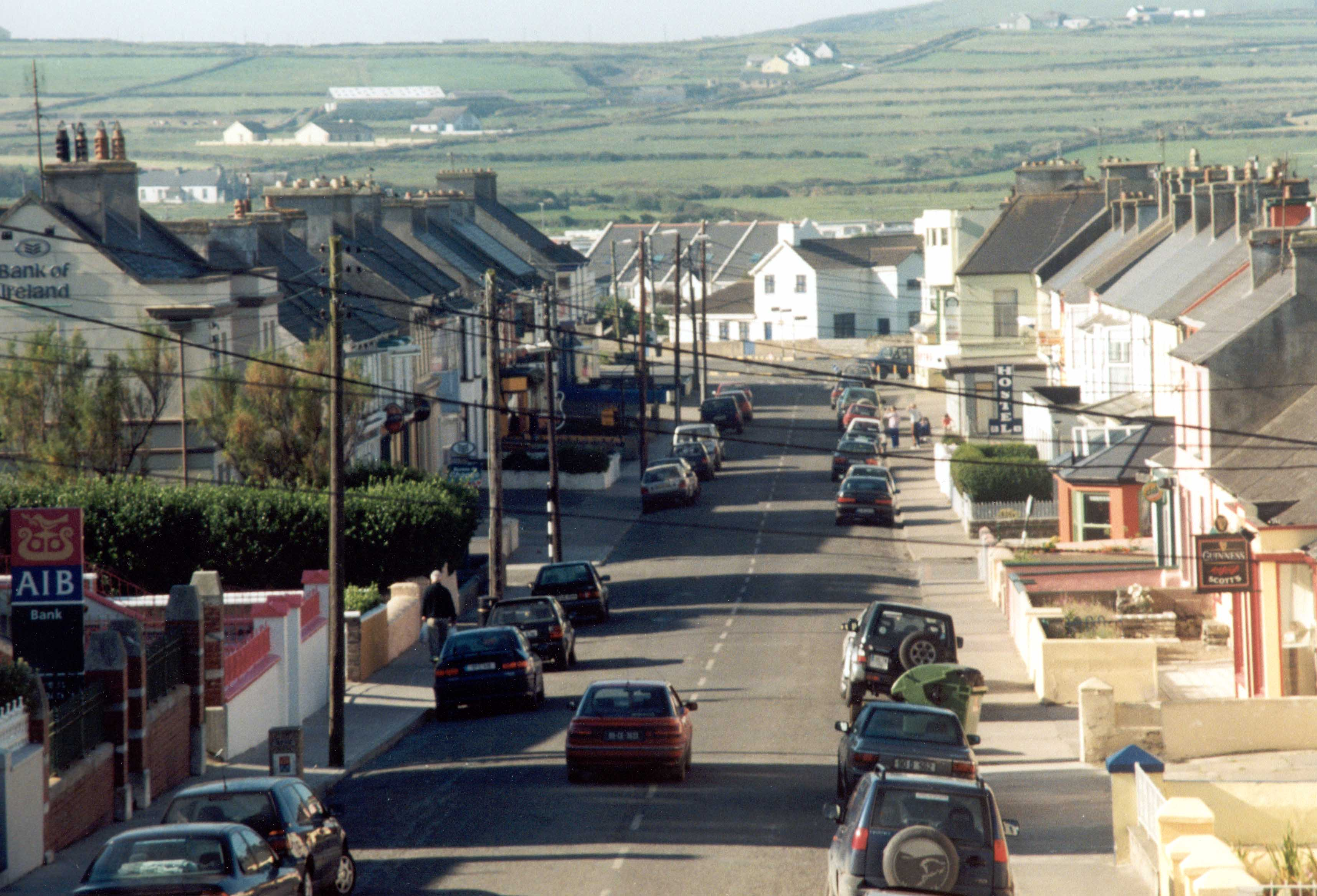
Kilkee
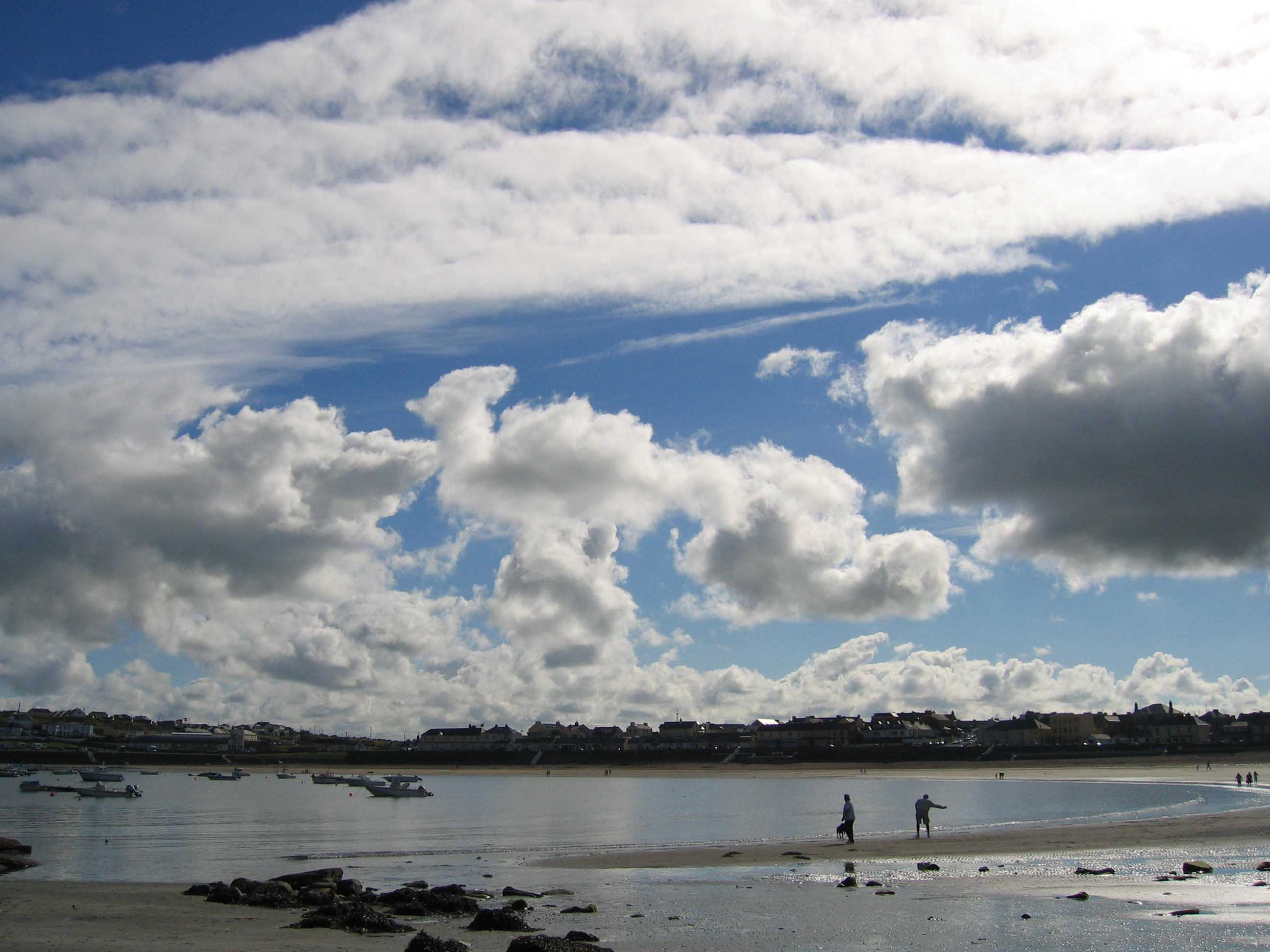
Strand van Kilkee